# Едингтон (Пенсилванија)
Едингтон (енгл. Eddington) насељено је место без административног статуса у америчкој савезној држави Пенсилванија.

## Демографија
По попису из 2010. године број становника је 1.906.
| Група             | 2000.    | 2010.         |
| Белци             | 0 (0,0%) | 1.752 (91,9%) |
| Афроамериканци    | 0 (0,0%) | 8 (0,4%)      |
| Азијати           | 0 (0,0%) | 41 (2,2%)     |
| Хиспаноамериканци | 0 (0,0%) | 73 (3,8%)     |
| Укупно            | 0        | 1.906         |